# Обсерваторія Берн-Уехт
Обсерваторія Берн-Ухт — приватна аматорська астрономічна обсерваторія, заснована в 1951 році на вершині гори Ленгенберг в муніципалітеті Нідермюлерн на південь від Берна, Швейцарія.

## Історія
Обсерваторію заснував у 1951 році Віллі Шеерер, олімпійський бігун на середні дистанції  та ентузіаст астрономії. У співпраці з астрономами з Бернського університету обсерваторія була завершена в 1965 році і залишається такою до сьогодні. Починаючи з 1968 року, під керівництвом вчених університету проводився проект моніторингу сонячної активності. У 1982 році був заснований Фонд імені засновника Віллі Шерера, а в 2000 році були проведені технічні вдосконалення приладів обсерваторії .
Зараз обсерваторією керує приватний фонд імені Віллі Шерера.

## Інструменти
- Рефлекторний телескоп (D = 320 мм, F = 1850 мм).
- Камера Schmidt (25,5 / 41,5 / 40 см).
- Телескоп-рефрактор 12 см з H-альфа-фільтром Інструмент діє з 1969 року.
- Мікрохвильовий радіометр (D = 1,6 м), що працює на довжині хвилі 3 см / 3 мм або 10,5 ГГц. Прилад експлуатується з 1968 року.

## Наукові дослідження та досягнення
10 квітня 1974 року В. Бургат, директор обсерваторії, відкрив  наднову SN 1974G  із зоряною величиною 13,0 у галактиці NGC 4414.